# NGC 3381
NGC 3381 (również PGC 32302 lub UGC 5909) – galaktyka spiralna z poprzeczką (SB/P), znajdująca się w gwiazdozbiorze Małego Lwa. Odkrył ją William Herschel 28 marca 1786 roku.